# Пекинский зоопарк
Пекинский зоопарк (北京动物园 běi jīng dòng wù yuán) расположен на запад от Сичжимэнь, в западной части Пекина в Китае. Он получил известность вскоре после основания Китайской народной республики как Парк Западных Окраин (Xijiao Gongyuan). Подобно многим пекинским паркам, территория зоопарка имеет вид классических китайских садов. Здесь сочетаются искусственные насаждения цветов и заросли естественных растений, густые рощицы деревьев, участки лугов, небольшой ручей, пруды с лотосами и небольшие холмы, усыпанные павильонами и вольерами.
Пекинский зоопарк в основном представляет диких и редких животных Китая. Большая панда является одним из наиболее посещаемых животных, среди других популярных зверей — сычуаньская золотая коротконосая обезьяна, манчжурские тигры, белогубая лань, тибетские яки, огромные морские черепахи, белые медведи с Северного Полюса, кенгуру из Австралии и зебры из Африки.
Зоопарк также является центром зоологических исследований по изучению и выращиванию редких животных с разных континентов.

## Сооружения
Строения зоопарка охватывают площадь более 50 тыс. квадратных метров, включая вольер обезьян, павильон панд, вольеры львов и тигров, павильон слонов и многие другие. В общем, более 30 больших сооружений.
Экспозиция зоопарка охватывает не только разнообразие животного мира, но также различные строения, павильоны, вольеры, деревья и растения.
Пекинский Океанариум был открыт для посещений в 1999 году. Это самый большой океанариум в Китае. Помимо огромного разнообразия морских животных, посетители могут посмотреть шоу с дельфинами и морскими львами.

## История
Изначально названный Сад десяти тысяч животных, зоопарк был построен в 1908 году. Расположен в районе Xicheng города Пекина, рядом с Пекинским выставочным залом, и напротив Пекинской астрономической обсерватории. 
Растения и животные выращивались ещё во времена династии Цин (1644—1911), когда парк был известен как Дом Принца Foot Kang ann. После основания Китайской Народной Республики был реконструирован и переименован в Парк Западных Окраин. В 1955 году было принято официальное название — Пекинский зоопарк.

## Развитие
Зоопарк сильно изменился с 1955 года. Медведи, слоны, панды, львы, тигры, певчие птицы, гиппопотамы, носороги, антилопы и жирафы были завезены в конце 1950-х, позднее были открыты обезьянники и аквариум. В вольере рептилий содержатся более ста видов животных, включая крокодилов и питонов.
На сегодняшний день в Пекинском зоопарке содержится 7 000 животных шестисот различных видов со всего мира.

## Галерея животных из Пекинского зоопарка
- Большая панда
- Сернобык
- косуля
- Зелёно-красный благородный попугай
- Rook Goat (Нахур)
- White-eared Pheasant (en:Crossoptilon crossoptilon)
- Малая (красная) панда
- Пингвин Гумбольдта